# Чача
Чача (на грузински: ჭაჭა) е традиционна грузинска алкохолна напитка, вид ракия. Понякога чачата е представяна и като „грузинска водка“ или „водка от вино“.

## Получаване
Чачата се произвежда от неузряло и като цяло негодно за производство на вино грозде, от различни диви сортове грозде или джибри (остатъците от изстисканото грозде), както и от други плодове или билки - смокини, мандарини, портокали, черница, естрагон и т.н. Чачата е светла на цвят и много силна - промишлената обикновено има до 40 % алкохолно съдържание, но при домашното производство може да достигне до 65 %.
Основната суровина за производство на чача в Източна Грузия е белият сорт грозде ркацители докато в Абхазия и в Аджария предпочитан e американският сорт „изабела“. Някои видове чача оставят да отлежат в дъбови бъчви, за да придобият по-мек и приятен вкус.
През 2011 г. грузинските власти патентоват най-известните национални ястия и напитки, една от които е чачата.
Един от най-известните видове чача е Binekhi Estragon, получил сребърен медал за 2007 г. на една от най-престижните надпревари за винопроизводители Mundus Vini Awards.

## Употреба
Обикновено чачата се употребява в чист вид. Приготвят се и различни коктейли като се добавят свежи плодове и лед. В селските райони на Грузия е прието в студено време да се изпива малка чашка чача сутрин.
Освен това повечето грузинци смятат, че чачата има дори лечебни свойства и я използват при различни заболявания вкл. при проблеми с храносмилането или при болки в ушите.